# Michael Schwartz
Michael Schwartz, né en 1950 est un astronome amateur américain, entrepreneur de profession.

## Biographie
Après avoir obtenu une licence (B.Sc.) d'archéologie en 1972 puis de physique en 1976, il a poursuivi ses études par un diplôme en anthropologie en 1978. Après avoir abandonné sa carrière de chercheur, il fonde une entreprise spécialisée dans les systèmes de cryptographie pour les transactions financières. En 1997, il revend son entreprise et se consacre à sa passion, l'astronomie, en rejoignant l'observatoire Tenagra.
Le Centre des planètes mineures le crédite de la découverte de 264 astéroïdes numérotés effectuée entre 2001 et 2015, dont 262 en collaboration de Paulo Renato Holvorcem.
Il a entre autres découvert les comètes non périodiques C/2011 K1 (Schwartz-Holvorcem) et C/2014 B1 (Schwartz) et la comète périodique P/2013 T2 (Schwartz).
L'astéroïde (13820) Schwartz lui est dédié,.
| (52057) Clarkhowell   | 15 août 2002    |
| (90453) Shawnphillips | 6 février 2004  |
| (123860) Davederrick  | 16 février 2001 |
| (131186) Pauluckas    | 16 février 2001 |